# Primicerio

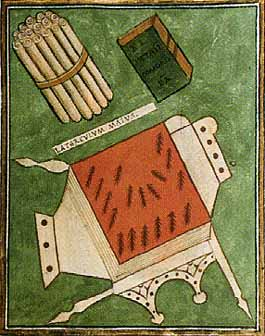
Gli oggetti d'ufficio del primicerius notariorum, come raffigurato nella Notitia Dignitatum.

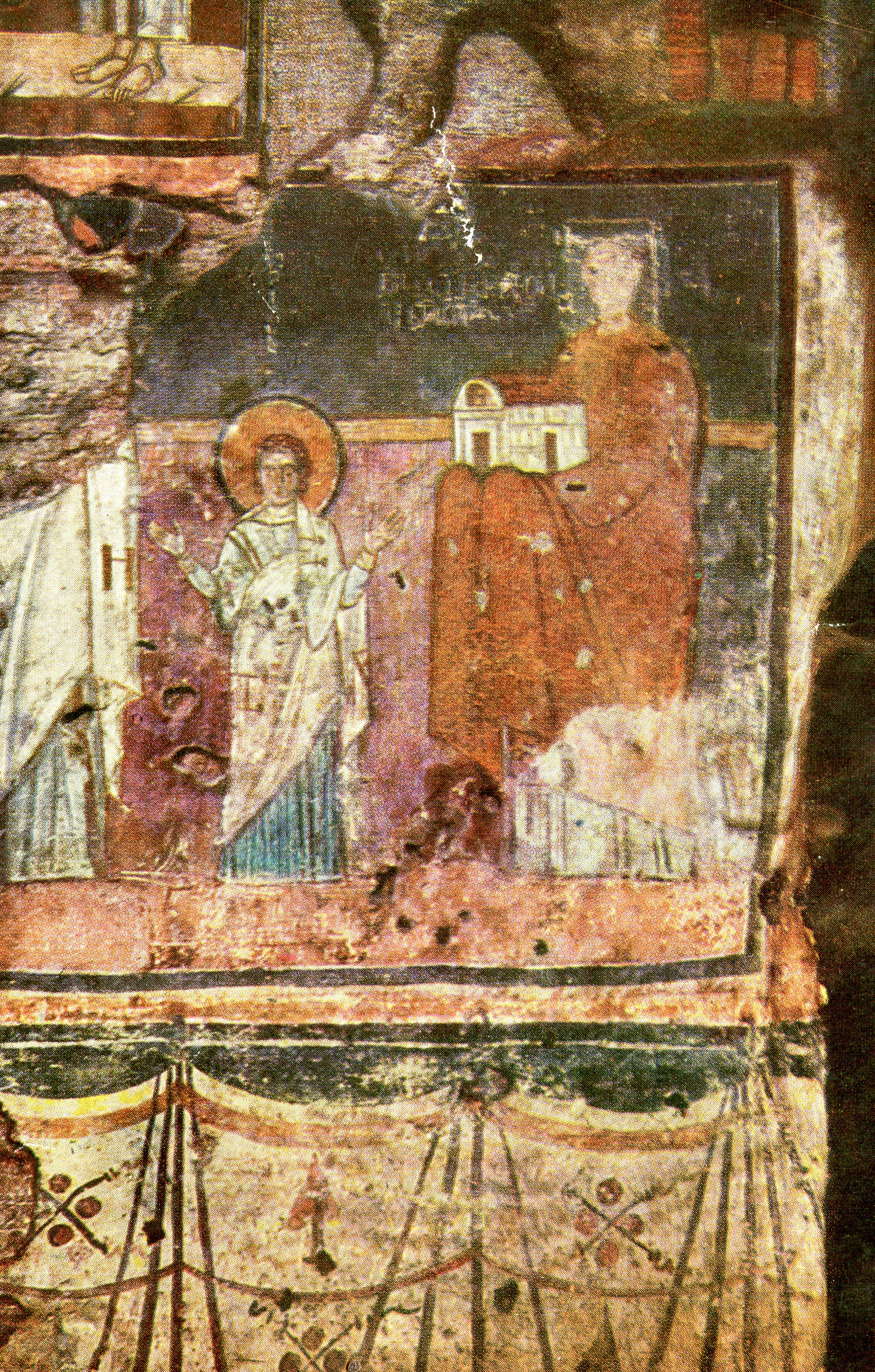
Un primicerio: Theodotus (Roma, Chiesa di Santa Maria Antiqua)

Il primicerio (latino: primicerius, «primo iscritto») era il nome di una carica all'interno delle gerarchie imperiali ed ecclesiastiche, ancora in uso in qualche diocesi. Il termine "primicerio" deriva dalle parole latine primus («primo») e cera («cera»), a indicare il primo iscritto in una lista di cera (come era in uso presso i Romani).

## Usi del titolo di primicerio
Nell'Impero romano esisteva la carica di primicerius sacri cubiculi, ovvero «capo della sacra camera da letto» dell'imperatore.
Nei secoli IV-XI, a Roma, il titolo indicava il capo dei notai pontifici (primicerius notariorum).
Nel Medioevo era il titolo di un dignitario di primo rango in una amministrazione civile (come fu il caso dell'Impero bizantino) o il primo tra i canonici di un capitolo cattedrale o il capo di una confraternita.
In alcune comunità rurali era compito del canonico primicerio della cattedrale quello di condurre le processioni delle rogazioni.
A Venezia invece, tra il X e il XIX secolo, con primicerio si indicava il canonico reggente, con prerogative episcopali, la basilica di San Marco e le relative dipendenze in nome del Doge.
Il titolo di primicerio è ancora conservato come dignità in alcuni capitoli di canonici (come ad esempio quelli delle cattedrali delle arcidiocesi di Milano, Bologna, Lucca, quelli delle cattedrali delle diocesi di Padova e Gallipoli e del Capitolo della Cattedrale di Santa Maria Maggiore in Barletta), dove figura come terza dignità, dopo l'arciprete e l'arcidiacono. Nel capitolo metropolitano di Palermo e in quello della Cappella Palatina della stessa città, il primicerio è la prima dignità del capitolo ed è detto "ciantro" (dal francese chantre) e significa "primo dei cantori" (in passato il ciantro della Cappella Palatina, oltre a presiedere e intonare il canto, si occupava anche della cura delle anime del Palazzo Reale e poi per consuetudine era parroco della parrocchia annessa al palazzo).